# Živa Lavrinc
Živa Lavrinc (31 de mayo de 1989) es una deportista eslovena que compite en tiro con arco adaptado. Ganó una medalla de bronce en los Juegos Paralímpicos de París 2024, en la prueba de recurvo por equipos mixto (clase abierta).

## Palmarés internacional
| Juegos Paralímpicos | Juegos Paralímpicos | Juegos Paralímpicos | Juegos Paralímpicos                     |
| Año                 | Lugar               | Medalla             | Prueba                                  |
| ------------------- | ------------------- | ------------------- | --------------------------------------- |
| 2024                | París (Francia)     | Medalla de bronce   | Recurvo por equipos clase abierta mixto |